# Chiara Devittori
Chiara Devittori-Valnegri (...) è un'ex fondista e biatleta svizzera paralimpica, che tra il 1998 e il 2010 ha rappresentato la Svizzera in quattro edizioni dei Giochi paralimpici invernali e in due Campionati mondiali, dove ha vinto di due medaglie d'argento e quattro medaglia di bronzo.

## Biografia
A causa di un tumore, nel 1994 Devittori ha subito l'amputazione della gamba destra all'altezza del ginocchio. Ha iniziato a praticare il paraciclismo e lo sci paralimpico nel 1997, dopo la riabilitazione, perché 
()
.
È stata la portabandiera della Svizzera alla cerimonia di apertura dei Giochi paralimpici invernali del 2006 a Torino.

## Carriera

### Mondiali
Partecipante ai Campionati mondiali di sci nordico paralimpico del 2002/2003, Devittori ha conquistato tre medaglie di bronzo: nei 5 km (con un tempo di 18:48.1), nei 10 km (stesso podio della gara dei 5 km (tempo 40:32.1) e 15 km (in 59:36.8), tutte gare nella categoria in piedi.
Due anni più tardi, ai Campionati mondiali di sci nordico paralimpico 2004/2005, Devittori ha vinto due argenti (nella gara di 5 km con un tempo di 17:49.7 e in quella dei 10 km in 35:30.7), ed un bronzo nei 15 km in 52:10.7.

### Paralimpiadi
Devittori ha partecipato a quattro edizioni delle Paralimpiadi invernali tra il 1998 e il 2010. Nel 1998 a Nagano, l'atleta svizzera si è classificata al 4º posto nei 5 km tecnica classica e nei 15 km tecnica classica e all'8º posto nei 5 km tecnica libera, tutte nella categoria LW2-9.
A Salt lake City nel 2002, Devittori è arrivata quinta in tre gare (7.5 km in piedi, 10 km tecnica libera in piedi e 15 km tecnica libera in piedi) e sesta nella gara dei 5 km tecnica classica in piedi.
I risultati che Devittori ha ottenuto alle Paralimpiadi del 2006 a Torino sono stati: il 4º posto nei 15 km in piedi, il 5º posto nei 5 km e nei 10 km in piedi, il 9º posto nella gara di 12,5 km in piedi. Devittori ha gareggiato anche nei 7,5 km in piedi, senza ottenere una posizione in classifica.
Quattro anni più tardi, ai Giochi Paralimpici di Vancouver del 2010, Devittori si è piazzata quinta nei 15 km in piedi, settima nella gara dei 5 km in piedi e quattordicesima nello sprint 1km.

## Palmarès

### Mondiali
- 5 medaglie:
  - 2 argenti (5 km e 10 km in piedi ai Campionati mondiali di sci nordico paralimpico 2004/2005)
  - 3 bronzi (5 km, 10 e 15 km in piedi ai Campionati mondiali di sci nordico paralimpico 2002/2003; 15 km in piedi ai Campionati mondiali di sci nordico paralimpico 2004/2005)